# Aechmea matudae
Espèce
Classification phylogénétique
Aechmea matudae est une espèce de plantes de la famille des Bromeliaceae, endémique du Mexique.

## Distribution
L'espèce est endémique de l'État du Chiapas à l'extrême sud-est du Mexique.

## Description
L'espèce est épiphyte.